# Grand Site des Deux Caps

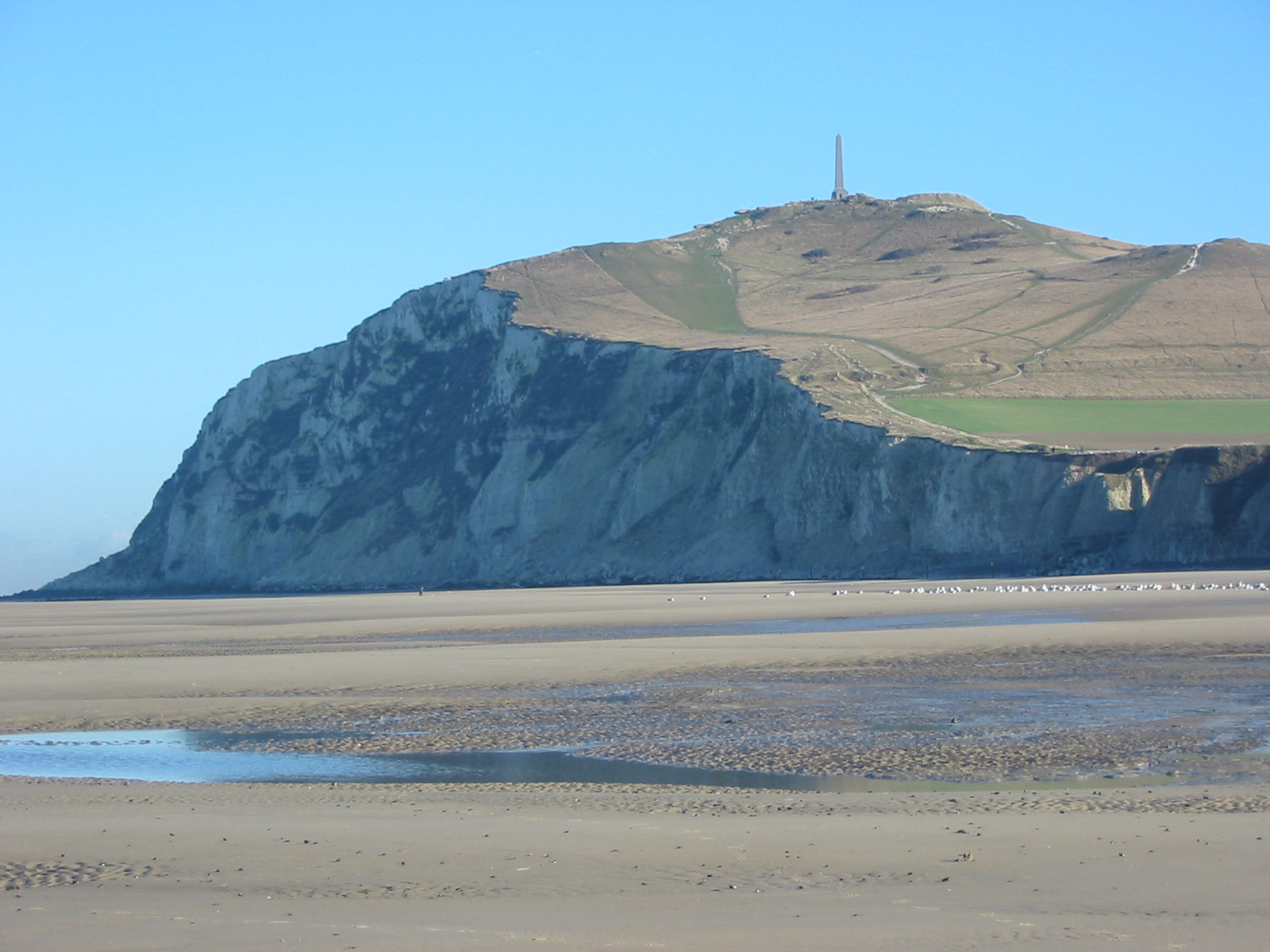
Cap Blanc-Nez

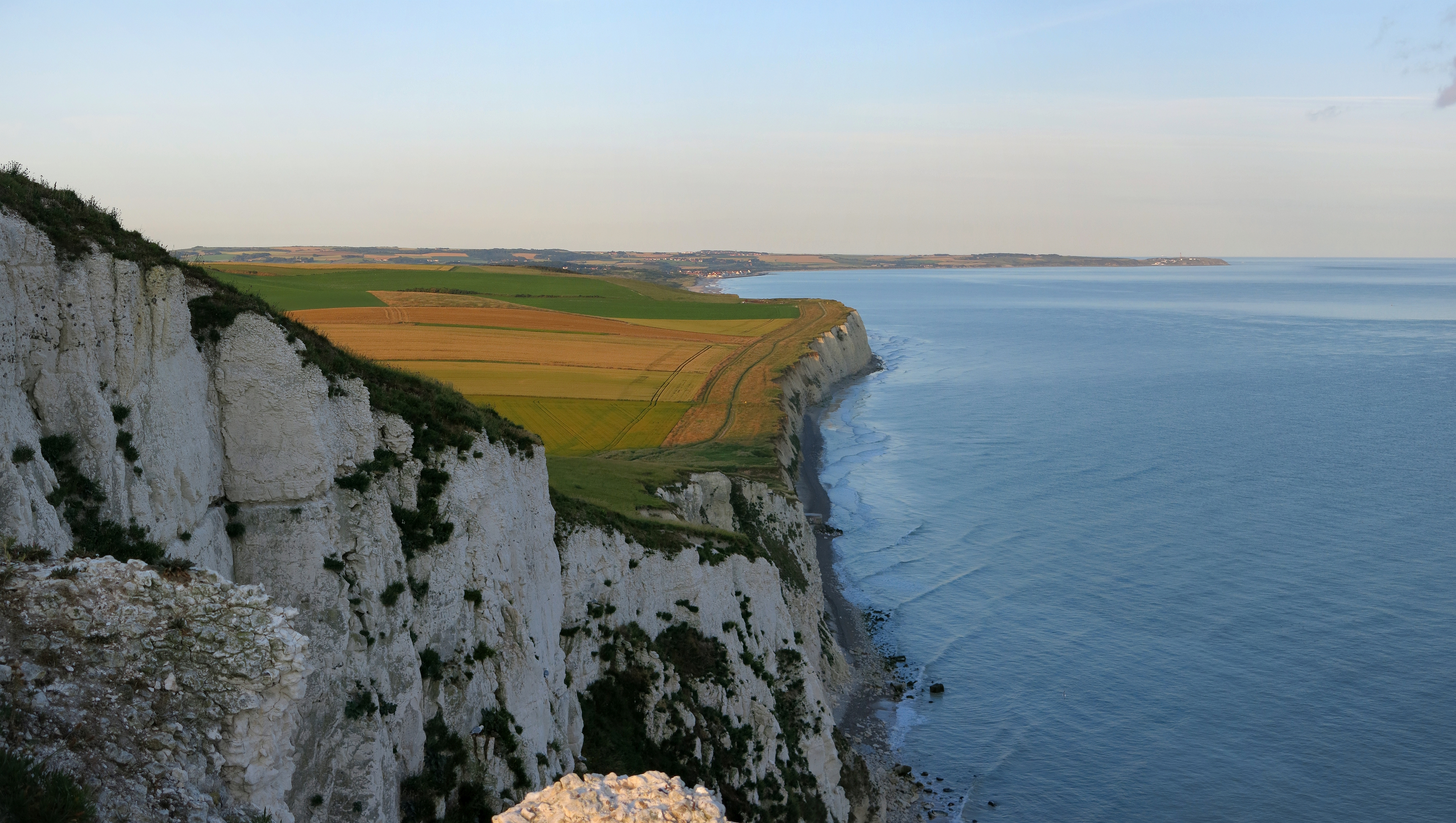
Zicht vanaf Cap Blanc-Nez richting Cap Gris-Nez

De Grand Site des Deux Caps is een vanuit het oogpunt van natuur en landschap belangrijk onderdeel van het Parc naturel régional des caps et marais d'Opale, gelegen in het departement Pas-de-Calais. Het gebied kreeg het keurmerk Grand Site de France.
Het gebied omvat een onderdeel van 23 km van de Opaalkust en strekt zich uit van Sangatte tot Wimereux. Hier vindt men Cap Blanc-Nez en Cap Gris-Nez, met witte kliffen, bestaande uit krijt van ongeveer 90 miljoen jaar oud, en grijze kliffen, bestaande uit zandsteen en klei van ongeveer 160 miljoen jaar oud.
In het binnenland bestaat een open, licht glooiend, landschap.
Het gebied is van belang als trekvogelroute.